# Siccia grammophora
Siccia grammophora là một loài bướm đêm thuộc phân họ Arctiinae, họ Erebidae.